# Sternebră
Sternebra este unul din cele 4 segmente ale sternului primordial al embrionului, care persistă până la pubertate, iar apoi fuzionează, formând corpul sternului la adult. Sternebrele se articulează între ele prin joncțiuni cartilaginoase (sincondroze sternale). Aceste joncțiuni se osifică la pubertate (maturitate sexuală) și la 25 de ani antrenează o fuziune progresivă a sternebrelor.
- Etimologie: de la stern + vertebre
- Termenul englez: sternebra, pl. sternebrae. Termenul francez: sternèbre